# Fontaine Dorly
La fontaine Dorly est un monument hydraulique dans la forêt de Fontainebleau, en France.

## Situation et accès
La fontaine est située dans le parcours du sentier Denecourt no 2, près du carrefour du Banc-du-Roi, sur le territoire de la commune de Fontainebleau, dans la forêt du même nom, et plus largement au sud-ouest du département de Seine-et-Marne.
D'un point de vue géologique, située dans un massif au sein du Bassin parisien, la fontaine est dans des platières gréseuses.

## Histoire
La fontaine est aménagée en 1852 par le « sylvain de la forêt » Claude-François Denecourt, la première qu’il édifie. Constatant des filets d’eau tombant du dessous d’un immense banc de grès d’une ancienne carrière, il décide de les recueillir sur une surface imperméable en les réunissant dans un caniveau. Il obtient ainsi une eau claire et transparente. Ce petit monument est nommé d’après l’une des personnes qui l’ont aidé dans ses entreprises sylvestres. Dans la « liste générale et nominative des souscriptions et subventions accordées à M. Denecourt, depuis 1850, pour l'aider à poursuivre ses travaux dans la forêt » figurent, en effet, les époux Dorly, « propriétaires, souscripteurs à tous les travaux Denecourt, depuis 1850 à 1872 » qui ont versés pour cette période 740 francs. Il s'agit vraisemblablement de Jean-Charles Dorly, né le 28 octobre 1798 à Crépy-en-Valois et mort le 31 décembre 1875 à Fontainebleau, et d'Eugénie Joséphine Poissonier, démeurant ensemble au no 71 de la rue de France,.
D'après Félix Herbet, on a pu lire sur la fontaine, pendant un certain temps, l’inscription suivante :
| Fontaine, de ta parure, J’aime la simplicité ; J’aime ton onde si pure, J’aime ta sévérité |

L’établissement de la fontaine Isabelle en 1866, non loin, entraîne un abandon de la fontaine Dorly. Puis, au fil du temps, la fontaine se dégrade et nécessite un nettoyage. À la suite d’une constatation similaire pour d’autres fontaines de la forêt, l’Office national des forêts propose un chantier nature le 17 septembre 2017 pour l’entretenir.

## Structure
La fontaine coule dans un caniveau dont les parois sont composées de briques de pierre. Des marches, également en pierre, permettent la descente vers un petit bassin d’eau. Sur la roche surmontant le bassin est gravée l’inscription « FONTAINE DORLY / 1852 - / - 1898 ».

## Propriétés des eaux
| Date          | Température (°C) | Potentiel d'oxydoréduction (mV) | Conductivité électrique (μS cm−1) | Dioxygène (aq) (mg L) | Potentiel hydrogène |
| Novembre 1994 | 12,1             | 535                             | 9,9                               | n.d.                  | 4,2                 |
| Février 1995  | 8,8              | 520                             | 84                                | 7,2                   | 4,3                 |

| Date          | Ca   | Mg   | Na   | K    | NH4  | HCO3   | Cl   | SO4   | NO3  | SiO2   | Al   | F    |
| ------------- | ---- | ---- | ---- | ---- | ---- | ------ | ---- | ----- | ---- | ------ | ---- | ---- |
| Novembre 1994 | 6,81 | 0,34 | 4,39 | 1,52 | 5,15 | 12,20  | 8,86 | 24,88 | 0,50 | < s.d. | 3,59 | 0,29 |
| Février 1995  | 5,37 | 0,51 | 5,10 | 1,29 | 1,46 | < s.d. | 7,05 | 16,81 | 0,93 | 1,68   | 3,13 | 1,12 |

- Cations
- Anions
- Silice
- Éléments traces
- < s.d. : inférieur au seuil de détection

## Représentations culturelles
- Vue prise dans l’ancienne source de la fontaine Dorly par Louis-Auguste Lapito, exposé au Salon de peinture et de sculpture de l’année 1870[6].